# 2005年の経済
2005年の経済（2005ねんのけいざい）では、2005年の経済に関する出来事を記述する。

## できごと

### 1月
- 1月4日 - 富士重工業は新型軽自動車R1を発売する。
- 1月6日 - スズキは、スマトラ沖地震復興支援のため4000万円を寄付した。
- 1月20日 - 日産自動車が新型コンパクトカーノートを発売。
- 1月25日
  - NHKの海老沢勝二会長が辞任。
  - 株式会社アステル沖縄、当時のDDIポケットと親会社の沖縄電力共同出資の株式会社ウィルコム沖縄（株式会社ウィルコムの子会社）へ事業を譲渡。アステル沖縄は1月31日に解散した。
- 1月27日 - 三菱自動車は、経営再建計画案を発表、新型車2台を公開。

### 2月
- 2月1日 - 6年ぶりにトヨタ自動車が、新型ヴィッツを発売。
- 2月2日 - DDIポケットがウィルコムに社名変更。
- 2月7日 - マツダは6年ぶりに新型プレマシーを発売。
- 2月8日 - ライブドアがニッポン放送株式を大量取得、筆頭株主に。ニッポン放送株式をTOB中のフジテレビと対立、以降政界も巻き込んだ騒動に。

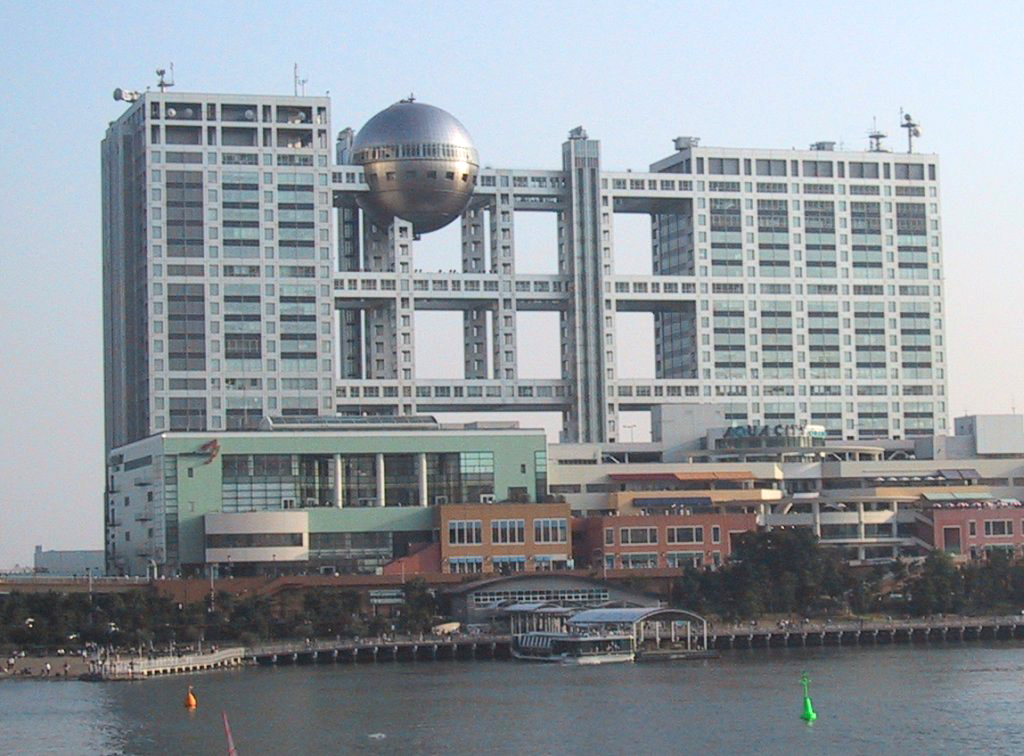
「きっかけは、フジテレビ。」

- 2月11日 - 吉野家は、2004年のこの日より販売を休止している牛丼を1日限定で発売。
- 2月20日 - 明治安田生命で、旧明治生命時代に行われていた、死亡保険金の不当支払い等の不祥事が発覚、金融庁から2週間の業務停止処分となる。さらに7月5日には約15億円以上にも及ぶ保険金未払いの問題があることも判明、社長を始め経営陣が一斉に辞任、また金融庁から新規商品販売の認可申請・届出に関して無期限の業務停止命令を受ける事態にまで発展した。

### 3月
- 3月2日 - 三菱自動車は、新型スポーツカーランサーエボリューションIXを発売した。
- 3月3日 - 西武鉄道株問題で、東京地検特捜部がコクドの堤義明前会長を証券取引法違反容疑で逮捕。→3月23日に起訴され、10月27日、東京地裁は堤前会長に執行猶予付きの有罪判決が出される。
- 3月10日
  - 楽天が国内信販の買収を発表。
  - カルフールが日本から撤退、イオンに日本法人と店舗を売却。
- 3月22日 - トヨタ自動車は新型ハイブリッドカーのハリアーハイブリッドとクルーガーハイブリッドを同時発売する。
- 3月23日 - 東京高等裁判所の判決でライブドア側が勝利し、ニッポン放送買収へ乗り出す。
- 3月24日 - ソフトバンク・インベストメントが、フジテレビ株式を大量取得。
- 3月28日 - ライブドア社長の堀江貴文とソフトバンク・インベストメントの代表北尾吉孝の会談が急きょ中止になる。

### 4月
- 4月1日
  - 新銀行東京が開業。
  - 医薬品大手山之内製薬と藤沢薬品工業が合併し、アステラス製薬が発足。
- 4月7日 - 本田技研工業は、新型自動車ホンダ・エアウェイブを発売した。
- 4月13日 - カネボウで2000年から2004年までの5年間で約2000億円もの粉飾決算が行われていた事が発覚する。これを受けて6月13日にカネボウ株式が東京証券取引所上場廃止となり、また7月29日には帆足隆元社長ら旧経営陣が証券取引法違反で逮捕、8月18日に起訴された。さらに中央青山監査法人の公認会計士3人が粉飾を指南していたことが発覚、9月13日に会計士4人が逮捕、10月3日に起訴され、事務所や理事長の自宅が家宅捜索を受け、さらには理事長以外の理事が全員辞職するという事態にまで発展した。
- 4月18日
  - ライブドアが保有していたニッポン放送株式をフジテレビが全株取得、フジテレビとライブドアは資本・業務提携で基本合意し、ライブドアのニッポン放送株式買収に端を発した一連の騒動は、70日目で和解した。
  - ソース業界2位のオタフクソースは、東京のソースメーカー・ユニオンソースを子会社化したと発表。
  - アドビシステムズがマクロメディアの買収と秋ごろの合併を発表。
- 4月27日 - 新日本製鐵は北九州市八幡東区にあるテーマパーク「スペースワールド」の営業権を札幌市に本社を置くリゾート運営会社・加森観光に譲渡することを発表。

### 5月
- 5月2日 - バンダイとナムコが経営統合を発表した。
- 5月14日 - タカラとトミーが2006年3月に合併することを発表した。
- 5月16日 - スズキは、新型SUVのエスクードを発売した。
- 5月26日 - 本田技研工業は、新型ステップワゴンを発売した。
- 5月27日 - 経済産業省と法務省は、企業が敵対的買収から身を守る為の防衛策について、指針を発表した。
- 5月30日 - 産業再生機構により経営再建中のダイエーが、5店舗の閉鎖を発表。
- 5月31日
  - 大阪地裁は、24日にイカリソースから出されていた会社更生法適用の申請について、更生手続きの開始を決定。その後ブルドックソースが9月下旬にイカリソースを買収することを発表。
  - 日産自動車は、新型セレナを発売。

### 6月
- 6月6日 - Apple Computerが2006年から2007年にかけて、MacintoshのCPUをPowerPCからインテル製CPUに切り替えることを発表。
- 6月7日 - 日産自動車は、新型軽自動車オッティを発売。
- 6月14日 - 日本とフランスの航空宇宙工業会は、次世代超音速輸送機の共同研究に合意し、フランス国内で開催中の「パリ航空ショー」会場内で調印。「コンコルドに続く高速民間機の実現を目指す」と発表。
- 6月18日 - 三菱自動車はイランへの初進出を発表。人気車種パジェロの生産ラインを現地に開設し、生産・販売を開始する方針。
- 6月20日 - 大手ゴルフ用品メーカーの本間ゴルフが、会社更生法の適用を申請。
- 6月29日 - 会社法成立。2006年5月頃施行予定。

### 7月
- 7月2日 - 大手玩具メーカーのタカラが、アニメーション製作会社タツノコプロを買収したと発表。
- 7月7日 - トヨタ自動車とダイハツ工業は、インドに共同の新工場を建設すると発表。2007年度より生産を開始する予定。
- 7月12日 - 本田技研工業がスポーツカーNSXの年内かぎりでの販売及び生産終了を広報発表。
- 7月14日 - シャープが、見る角度により違う画面が見え、チャンネル争いを少なくしたり、テレビを見ながら同時にパソコンを利用したりできるデュアル液晶テレビを発表する。
- 7月21日 - 中国人民銀行が人民元の為替レートの2%切り上げと通貨バスケット制の導入の実施（人民元改革）を発表
- 7月22日 - マイクロソフトが開発コードネーム「Longhorn」と呼ばれていたWindows次期バージョンの製品名を「Microsoft Windows Vista」にしたと発表
- 7月26日 - トヨタ自動車の高級車ブランド「レクサス」は、日本での開業発表を行い、レクサス・GS、レクサス・IS、レクサス・SCを公開した。→8月30日に日本での販売開始

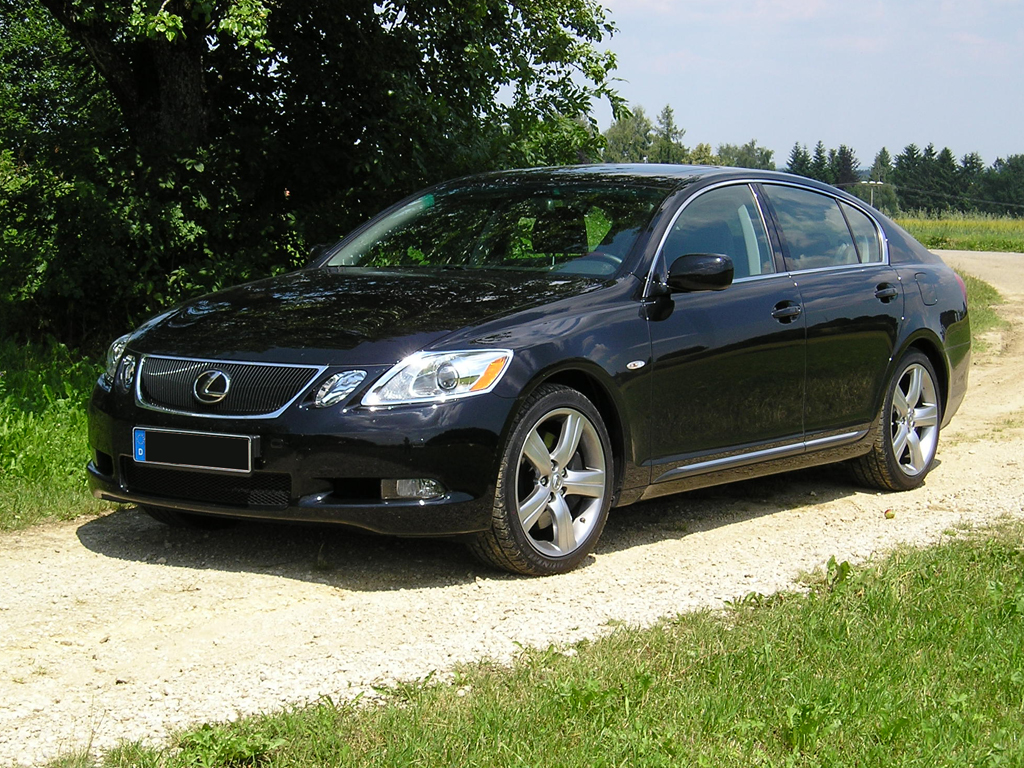
Lexus GS 430

### 8月
- 8月3日
  - 預金者保護法が成立。2006年2月10日施行予定。
  - アディダスがリーボックを買収すると発表。
- 8月4日 - アップルコンピュータが同日からの「iTunes Music Store」の日本でのサービス開始を発表。
- 8月20日 - レギュラーガソリンの小売価格が、原油高の影響で、14年半ぶりにリッターあたり131円となる。
- 8月22日 - ゲームメーカーのスクウェア・エニックスは、同じくゲームメーカーであるタイトーを買収すると発表。
- 8月28日 - ニューヨークの原油先物市場が史上初の1バレル=70ドルを突破。原油高の傾向が顕著となる。

### 9月
- 9月1日
  - セブン&アイ・ホールディングスが発足。
  - フジテレビによるニッポン放送の完全子会社化が完了。
- 9月7日
  - インデックスが日活株式をナムコから買い取り、日活を傘下にする事を発表。
  - 三菱自動車は「ランサーエボリューション」のワゴンタイプを2500台限定で発売。
- 9月9日
  - 日本のソフトウェア会社ACCESSがアメリカの大手ソフトウェア会社PalmSourceを買収すると発表。
  - アメリカの投資会社カーライル・グループが学生援護会グループをMBO方式で買収することを合意したと発表。
- 9月12日 - オンラインオークションサイトeBayがインターネット電話ソフト開発のSkype Technologiesを買収する事で合意。
- 9月15日 - デルタ航空・ノースウエスト航空が経営破綻。
- 9月22日
  - 本田技研工業が新型シビックを発表。
  - ソニーが従業員1万人削減やテレビ事業の再建などを柱にした経営再生策を発表。
- 9月27日 - 村上ファンドが阪神電気鉄道の筆頭株主になった事が明らかになる。10月3日には村上ファンドが保有する阪神電鉄株が38.13%に達していた事がわかる。
- 9月28日
  - 大手製薬メーカー三共と第一製薬が共同持株会社「第一三共」を設立、経営統合を行なう。
  - TOPIX（東証株価指数） が、終値で2001年5月8日以来の1,400ポイントを回復。株式市場は連日の盛況。

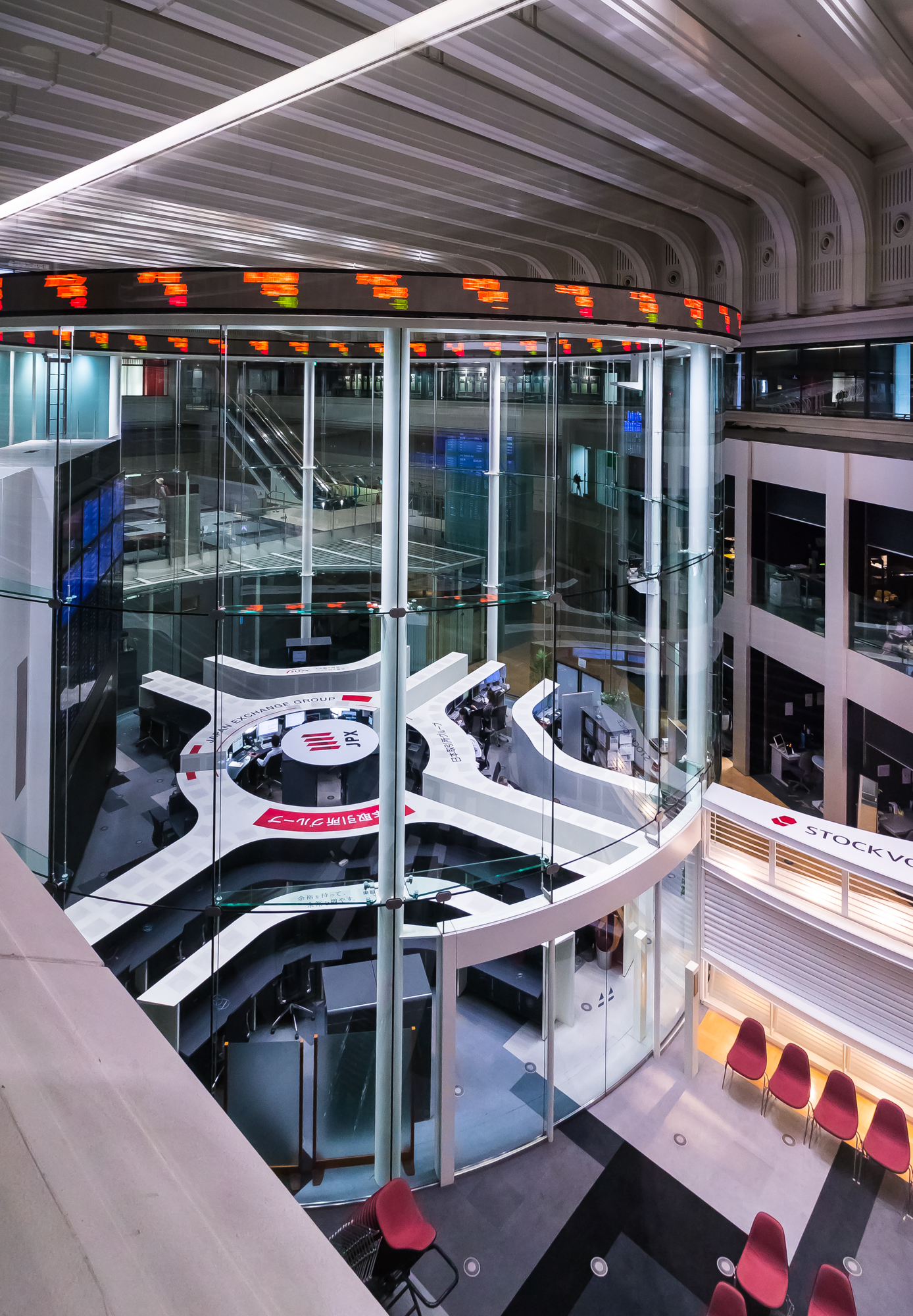
東証は「小泉景気」に沸く

- 9月29日 - バンダイナムコホールディングスが発足。
- 9月30日
  - ジャストシステムと松下電器産業との間で争われていた特許訴訟の控訴審で、知的財産高等裁判所は松下保有の特許は無効であると判断、ジャストシステム逆転勝訴の判決を下した。この判決を受けて松下は10月11日に上告を取り止めることを表明した。
  - 図書券の発行が終了、45年の歴史に幕。今後は図書カードに一本化。

### 10月
- 10月1日
  - 三菱東京フィナンシャル・グループとUFJホールディングスが経営統合し、三菱UFJフィナンシャル・グループが発足。既に2006年1月1日に統合の延期が決まっていた東京三菱銀行とUFJ銀行以外の傘下企業の統合も同時に行われ、またUFJカードと日本信販が合併、UFJニコスとなった。
  - 大手製薬メーカー大日本製薬と住友製薬が合併し、大日本住友製薬が誕生。
  - 楽天が買収した国内信販が楽天KCと商号を変更。
  - 札幌テレビ放送（STV）の中波放送の放送免許がSTVの出資で新しく設立した子会社の株式会社STVラジオに承継され、放送が開始された。
  - 携帯電話事業者ツーカー3社、KDDIに吸収合併。
  - コクヨのロゴを100周年を機に変更。
- 10月3日
  - 郵便局での投資信託の販売が開始された。郵便局でのリスクが発生する金融商品の取り扱いは初めてとなる。
  - 平成電電が1200億円の負債を抱え経営破綻、民事再生法の適用を東京地裁に申請、受理された。
  - ソニー製CCDに、撮影不能になるなどの不具合があることが判明する。以降各社のデジタルカメラ等で搭載されたCCDに同様の不具合があることが相次いでわかり、波紋を広げる。
- 10月5日 - 富士重工業とゼネラルモーターズとの間での資本・業務提携が解消され、GMがトヨタ自動車に富士重株の一部を売却、トヨタが富士重の筆頭株主になるとともに、両社の間で資本・業務提携が結ばれることとなった。
- 10月6日 - 野村総合研究所がオタク関連市場をその特性をもとに分析・再定義したところ、「アキバ系」以外の分野を含めた日本のオタク総人口が172万人、市場規模が4110億円であるという調査結果を発表した。
- 10月11日 - アイワイバンク銀行が商号をセブン銀行に変更。
- 10月13日
  - 楽天が東京放送（TBS）の株式を15.46%を保有しTBSの筆頭株主となり、さらに楽天とTBSの共同持株会社設立による経営統合を提案していた事を発表。また翌14日には村上ファンドも7.45%のTBS株式を保有している事が明らかになった。
  - KDDIと東京電力がFTTH事業での業務提携に合意、KDDIが東京電力系の通信会社パワードコムを2006年1月に吸収合併すると発表。パワードコム子会社のドリーム・トレイン・インターネット（DTI）、フュージョンコミュニケーションズ他2社は、東京電力傘下になる。
- 10月21日 - ライブドアが通信販売大手のセシールをTOBで買収し子会社化すると発表。
- 10月24日 - アメリカ・ブッシュ大統領は連邦準備制度理事会（FRB）の次期議長にベン・バーナンキ大統領経済諮問委員会（CEA）委員長を指名した。
- 10月25日
  - 日本航空が航空企業連合ワンワールドに加盟することを発表した。
  - SBIホールディングスと住友信託銀行が、共同でネット銀行を設立し、2007年度上期に営業を開始すると発表。ネット銀行初の決済・運用・調達の3機能を備えたフルバンクになる予定。
- 10月26日
  - 改正電波法・放送法が成立、放送局に対する外資の間接出資の規制が行われることになる。
  - 改正銀行法が成立、2006年4月の施行以降はスーパーマーケットやコンビニエンスストアなどが銀行の代理店となって、預金口座開設などの業務が可能となる。

### 11月
- 11月1日 - 東京証券取引所の売買システムに障害が発生し、全銘柄の前場の取引が停止となり、後場の取引開始も遅れるトラブルが発生。この障害で札幌・福岡の両証券取引所でも一時売買停止となった。11月4日には名古屋証券取引所も別のシステム障害で売買停止となった
- 11月5日 - 国際石油開発と帝国石油が2006年4月に共同持株会社国際石油開発帝石ホールディングス株式会社を設立し、経営統合すると発表。
- 11月7日
  - 日本経団連は次期会長にキヤノンの御手洗冨士夫社長に内定したと発表した。2006年5月の総会で就任予定。
  - NTTドコモが音楽ソフト販売大手のタワーレコードを傘下にすることを発表。
  - ディスプレイメーカーのイーヤマが民事再生法の適用を東京地方裁判所に申請。負債総額は178億7800万円。
  - 大手ゲームメーカーコナミが2006年3月31日付で持株会社制に移行する事を発表。
- 11月8日 - カルチュア・コンビニエンス・クラブが、2006年春にレントラックジャパンと経営統合するとともに、会社分割を実施し持株会社制に移行すると発表。
- 11月9日
  - 総務省はソフトバンク（BBモバイル）、イー・アクセス（イー・モバイル）、アイピーモバイルの3社に携帯電話事業への新規参入を認可した。
  - 2006日本カー・オブ・ザ・イヤーが決まる。大賞はマツダ・ロードスター。
  - NTTが2006年夏を目処にグループ再編を実施、NTTコミュニケーションズとNTTレゾナントを事業統合し、IP通信網の整備をNTT東日本・NTT西日本に集約、固定/移動間のシームレスなサービスを展開。インフラ部門をNTT東西に、ISP・ポータルサイトなどネットサービスや法人向け業務をNTTコミュニケーションズに統合・集約する。
- 11月14日
  - アントニオ猪木が所有していた新日本プロレスリングの株式51.5%をゲーム制作・販売会社のユークスに売却。これによりユークスが新日本プロレスの筆頭株主となり、新日本プロレスはユークスの子会社となる。
  - トヨタ自動車が新型SUV「RAV4」を発売
  - 日産自動車が、新型ウイングロードを発売。
  - 玉塚元一ファーストリテイリング前社長が企業再生専門会社「リヴァンプ」設立発表
- 11月15日
  - 村上ファンドが保有するTBS株式の大半を市場に売却していた事が、この日提出の大量保有報告書で明らかになった。
  - ブックオフコーポレーションが古本・中古CDの仕入・販売をインターネットを通じて行う新事業計画を発表
  - インターネット銀行業務を主とするジャパンネット銀行、イーバンク銀行、ソニー銀行、セブン銀行の本年度9月中間単体決算が発表され、利用者数増加を背景とした増収により全行が黒字転換となった。
- 11月17日 - フジテレビが事業持株会社化し、フジサンケイグループ各社の株式を集約することを決定したと発表。2006年4月1日にニッポン放送をラジオ事業会社と資産保有会社に分割し、資産保有会社をフジテレビが吸収合併する。
- 11月18日 - 三洋電機が総合家電メーカーから撤退すると発表。
- 11月22日
  - ライブドアがインターネットエクスチェンジ（IX）事業を手がけるメディアエクスチェンジを買収すると発表。
  - マイクロソフトの新型家庭用ゲーム機「Xbox 360」がアメリカで発売開始。12月10日には日本でも発売開始となった。
- 11月30日
  - 楽天によるTBSとの経営統合問題で、みずほコーポレート銀行の仲介の元、楽天が統合提案を一時撤回し、楽天保有の株式の半数を銀行に信託して議決権を凍結する事で合意、両社は提携交渉に入る事となった。
  - ソニー・コンピュータエンタテインメントが、PlayStation 2の全世界での累計生産出荷台数が1億台を突破したと発表。

### 12月
- 12月1日
  - 東京証券取引所、日経平均株価終値が5年ぶりの15,000円台となる15,130円50銭となった。
  - NTTドコモが携帯電話によるクレジットサービス「iD」を開始。
  - 文化審議会著作権分科会法制問題小委員会は、私的録音録画補償金制度の対象にデジタルオーディオプレーヤーを加えることを「現時点では見送るべき」とする報告書案を取りまとめた。
  - ファーストリテイリングがフランスの下着メーカー第2位のプティ・ヴィクルを買収すると発表。
- 12月5日 - フランスの大手家電メーカートムソンが、日本のデジタル映像機器メーカーカノープスを買収すると発表。
- 12月8日
  - みずほ証券が、この日東証マザーズに上場した人材派遣会社ジェイコムの株式で、60万株売却という発注ミスを起こす。このミスによる損失は300億円にも上ると見られている。また東京証券取引所もこのトラブルの余波を受け、この日の日経平均株価・TOPIXも急落した。その後11日に東証のシステム自体に原因が有った事を発表、東証の鶴島琢夫社長が辞任の意向を明らかにした。
  - ダイエーが米国ハワイ州オアフ島に所有する食品スーパー4店舗および現地法人ダイエーUSAと同社の子会社オリエンタルフーズを、2006年2月8日付でドン・キホーテに売却する事で両社合意。この売却が完結した時点で、ダイエーは全ての海外事業から撤退する事となった。
- 12月11日 - アメリカの映画会社パラマウントがアメリカの映画制作会社ドリームワークスを買収すると発表。
- 12月12日 - 農林水産省と厚生労働省は、BSEの発生で2003年12月より中断していた米国・カナダ産牛肉の輸入再開を発表。
- 12月16日 - 産業再生機構は、経営再建中のカネボウ・カネボウ化粧品の売却先を、花王と国内投資ファンド3社（アドバンテッジパートナーズ、ユニゾン・キャピタル、MKSパートナーズ）の連合に売却する事を正式決定した。カネボウ化粧品は花王が完全子会社化し、カネボウ本体はファンド3社が譲り受けることとなる。
- 12月19日 - ソフトバンクとヤフーがインターネット動画配信事業を手がける共同出資会社「TVバンク」を設立、「Yahoo!動画」で運営を開始したと発表。
- 12月21日
  - NTTドコモがフジテレビに出資し、同社株式を2.6%取得すると発表。大手通信会社が放送局本体に資本参加するのは初の事例。
  - 西武鉄道、コクド、プリンスホテルの3社で臨時株主総会で開かれ、経営陣が提案していたグループ再編案が了承される。これにより、西武鉄道グループは来年度から持ち株会社制に移行、ホテル・レジャー事業をプリンスホテルに統合するなど、組織再編が行われる。また、幕張プリンスホテルのアパグループへの売却も発表された。
  - 日産自動車が、新型ブルーバードシルフィを発売。
- 12月26日
  - 東京証券取引所、日経平均株価終値が5年2ヶ月ぶりの16,000円台となる16,107円67銭となった。
  - セブン&アイ・ホールディングスがミレニアムリテイリングを子会社化し、2006年6月を目処に経営統合する事を発表。これによりセブン-イレブン・イトーヨーカ堂・西武百貨店・そごうなどを擁する日本最大・世界有数の巨大流通グループが誕生することになる。
  - 武田薬品工業が食品事業をハウス食品に売却すると発表。

## 経済指標
株価
- 日経平均株価
  - 始値 - 1万1517円75銭
  - 最安値 - 1万0825円39銭
  - 最高値 - 1万6344円20銭
  - 終値 - 1万6111円43銭

為替レート
- 円：ドル
- 円：ユーロ
- ユーロ：ドル

国内総生産(GDP)
- 日本 - 503兆1839億円（前年比 + 1.4%）

貿易統計
- 日本 -